# Сочковац
Сочковац је насељено мјесто у општини Петрово, Република Српска, БиХ. Према прелиминарним подацима пописа становништва 2013. године, у насељу је живјело 768 становника.

## Географија
Село Сочковац је једно од урбанијих насеља на Озрену. Само насеље сконцентрисано је на прелазу равничарског у брдско-планинско подручје, једним дијелом смјештено испод врха Остравице и Каменичког виса, а другим у Спречанском пољу, уз жељезничку пругу. Од средишта општине удаљено је осам километара и налази се између села Какмуж и Карановац.
Броји преко 300 домаћинстава и има своју парохију. Околина Сочковца богата је разноврсним љековитим биљем, разноврсном дивљачи, изворима питке, минералне и термо-минералне воде те богатим налазиштем руда. Једно је од ријетких озренских насеља које има нешто развијенију привреду, у чему прво мјесто заузима циглана Сочковац.

## Историја
Сочковац се од 1961. до 1992. године налазио у саставу општине Грачаница.

## Култура
У насељу се налази храм Српске православне цркве посвећен Светом цару Константину и царици Јелени.

## Привреда
На простору Сочковца се налази значајно лежиште опекарских глина.

## Становништво
| Националност       | 1991. | 1981. | 1971. | 1961. |
| Срби               | 1.052 | 1.012 | 979   |       |
| Југословени        | 21    | 44    |       |       |
| Муслимани          | 15    | 11    | 23    |       |
| Хрвати             | 7     | 6     | 13    |       |
| остали и непознато | 17    | 6     | 5     |       |
| Укупно             | 1.112 | 1.079 | 1.020 | 905   |

| Демографија | Демографија | Демографија |
| Година      | Становника  | Становника  |
| ----------- | ----------- | ----------- |
| 1961.       | 905         |             |
| 1971.       | 1.020       |             |
| 1981.       | 1.079       |             |
| 1991.       | 1.112       |             |
| 2013.       | 768         |             |